# 新庄直頼
新庄 直頼（しんじょう なおより）は、戦国時代から江戸時代前期にかけての武将、大名。常陸麻生藩の初代藩主。通称は新三郎。官位は従五位下駿河守、後に剃髪して駿河入道晟珊とも称し、後に法印に叙されている。直忠は弟。
摂津山崎城主から近江大津城主、大和宇陀城主を経て、高槻城主。豊臣秀吉の御伽衆。関ヶ原の役で失領したが、文武に優れ人倫をわきまえた人物であったことから、徳川家康に召し抱えられた。家康の囲碁相手で個人的に親密だったと伝わる。

## 生涯
天文7年（1538年）、近江国坂田郡朝妻城主新庄直昌の長男として生まれた。『重修譜』には母は久我大納言某の娘とある。
天文18年（1549年）、父が27歳のときに江口の戦いで戦死し、11歳で後を継いだ。『 浅井三代記』によると、浅井氏と六角氏の間で揺れ動いていたが、最終的には戦国大名・浅井長政に従った。
元亀元年（1570年）の姉川の戦いでは浅井側の第四陣を構成して戦っているが、その後、同2年（1571年）2月に浅井方の南方の拠点佐和山城の磯野員昌が降伏して開城し、織田方の丹羽長秀に朝妻城が攻められたことから、直頼も開城して軍門に降った。
織田家では江北を任された羽柴秀吉の与力とされたが、坂田郡の支配を強めた秀吉によって次第に家臣化された。
天正11年（1583年）、賤ヶ岳の戦いに従軍し、近江坂本城を守備した。この頃、山崎城3万石に封じられていたというが、時期ははっきりしない。天正19年（1591年）に近江大津城1万2,000石に移封されるが、嫡男・直定の所領と併せて2万4,000石ともいう。秀吉の馬廻を務め、同年11月、三河吉良狩猟のときに直定と共に秀吉に随従した。また、伏見城普請を分担。
文禄元年（1592年）、文禄の役には、直定（新三郞）が兵300を率いて朝鮮へ渡海した。
文禄3年（1594年）5月23日、肥前名護屋城にて明使沈惟敬が秀吉に謁見した際、直頼は長谷川守知、尼子三郎左衛門、三上与三郎と共に御酌通之衆として次室の末席に控えていた。同年10月、大和宇陀城主に移封され、同4年（1595年）、摂津高槻城に移封され、3万石に加増されたが、この頃、秀吉の御伽衆にも列する。
慶長3年（1598年）、秀吉の死に際して遺物金十枚を受領。
慶長4年（1599年）、徳川家康が上洛した際に、加藤清正、浅野幸長と共に家康の伏見屋敷を警護した。

慶長5年（1600年）、関ヶ原の戦いでは西軍に与し、東軍の筒井定次の留守部隊を押しのけて伊賀上野城を占拠し、そのまま籠城した。『寛政重修諸家譜』には、当初は東軍に与しようとしたものの、周囲の大名全てが西軍に与していたため、やむなく西軍に属したと書かれている。急を知らされた筒井定次が帰国し対峙したため、定次の息を人質とする和睦を結んで退去した。（『伊乱記』）
戦後処理にて改易となり、新庄父子の身柄は蒲生秀行の預かりとなった。慶長9年（1604年）1月15日、家康に召されて駿府に入り、赦免を受け、江戸の徳川秀忠に拝謁して、常陸国行方郡・河内郡・新治郡・真壁郡・那珂郡、下野国芳賀郡・都賀郡・河内郡の8郡において、3万300石を与えられ、後に行方郡麻生に立藩した。
慶長13年（1608年）12月26日、法印に叙され、宮内卿を称す。慶長17年（1613年）12月19日に死去。享年75。直定が跡を継いだ。

## 系譜
- 父：新庄直昌
- 母：久我大納言某の娘
- 正室：佐久間盛重の娘
  - 長男：新庄直定
  - 次男：新庄直綱
  - 三男：堀秀信[4]
  - 四男：新庄直房
  - 長女：柴田帯刀某室
- 室： 前田利太の娘
- 養女：虎姫 ー 中川秀成室、佐久間盛政の娘